# Erik N. Rasmussen
Pour les articles homonymes, voir Erik Rasmussen (homonymie) et Rasmussen.
Erik Nels Rasmussen est un météorologue américain expert de la météorologie à méso-échelle, des orages violents et des tornades associées. Il était le coordinateur de terrain du premier durant les expériences de VORTEX-1 en 1994-1995 et un chercheur principal pour la campagne VORTEX2 de 2009 à 2010.

## Biographie

### Études
Erik Rasmussen est né à Hutchinson (Kansas) de James et Ilse Rasmussen en 1957. Il étudia d'abord la météorologie à l'Université d'Oklahoma (OU) à Norman où reçut un B Sc. en 1980. C'est durant cette période que le Dr Howard Bluestein le fit participer à ses premières recherches in situ, chassant les orages supercellulaires, pour étudier la structure des orages. 
Rasmussen poursuivit des études supérieures à l'université Texas Tech (TTU) à Lubbock où il obtint une maîtrise ès sciences de l'atmosphère en 1982. Il y a développé une réputation de bon prévisionniste, particulièrement habile pour repérer les orages avec tornades et fut surnommé le « Dryline Kid » en référence au front de point de rosée qui déclenche des orages isolés violents. Sa thèse fut intitulée The Tulia Outbreak Storm: Mesoscale Evolution and Photogrammetric Analysis.
De 1982 à 1984, Rasmussen poursuivit ses travaux en troisième cycle à l'université de l'Illinois à Urbana-Champaign (UIUC), tout en collaborant avec W.A.R.N. Inc., Now Weather Inc., WeatherData Inc. et PROFS (maintenant fusionné à Earth System Research Laboratory de la NOAA). Il termina son doctorat à l'université d'État du Colorado (CSU) à Fort Collins en 1992. À cet endroit, il continua son travail sur le terrain, y compris sur des lignes de grains en Australie, et sa thèse fut intitulée Observational and Theoretical Study of Squall Line Evolution,.

### Carrière
Après ses études, Erik Rasmussen est devenu un chercheur au National Severe Storms Laboratory (NSSL) et au Cooperative Institute for Mesoscale Meteorological Studies (CIMMS). Après l'étude des lignes de grains son intérêt se porta ensuite sur les aspects microphysiques du développement des orages supercellulaires à méso-échelle et des conditions environnementales qui les causent. Il participa ainsi à plusieurs campagens de prises de données in situ, dont les expériences VORTEX de 1994-1995 et 2009-2010. Dans la première, il a travaillé sous la direction du chercheur émérite Charles A. Doswell III et fut un des chercheurs en chef de la seconde. Parmi les autres campagnes, il faut noter SUB-VORTEX, VORTEX-99, STEPS, IHOP.
Depuis le collège, Rasmussen est un contributeur important au magazine Storm Track dédié aux chasseurs d'orages bien que son intérêt ait diminué depuis le milieu des années 1990. Pendant des années, il a fait des recherches et de la programmation informatique par le biais de son entreprise Rasmussen Systems située près de Grand Junction (Colorado). Ce travail reste soutenu par la National Science Foundation (NSF) et il est maintenant consultant pour le NSSL, le CIMMS, des entreprises privées en météorologie et d'autres clients. En 2015, Rasmussen est retourné à Norman, où il poursuit son travail et est directeur des prochaines expériences VORTEX-SE.